# عين الجوهرة
عين الجوهرة (الاسم العلمي: Cosmiomma)، جنس قراد أحادي النوع من فصيلة لبوديات صلبة . وصف من قبل بول شولز عام 1919. يُعتقد أن الاسم مشتق من اليونانية القديمة "cosmima" ويعني الجوهرة، "omma"، أي العين. وCosmiomma hippopotamensis هو العضو الوحيد في الجنس.